# Eva-Maria Reichert
Eva-Maria Reichert (* 5. Dezember 1982 in München) ist eine deutsche Schauspielerin und Sprecherin.

## Leben
Reichert  wuchs in Seeshaupt am Starnberger See auf. Während ihrer Jugend nahm sie an Reitturnieren teil und wurde in den oberbayerischen Dressur-Kader berufen. Nach dem Abitur besuchte sie von 2003 bis 2006 die Internationale Schule für Schauspiel und Acting in München. Während ihrer Ausbildung arbeitete sie als Sprecherin und als Regieassistentin am Theater.
Nach ihrem Abschluss stand sie in Fernsehproduktionen wie Rosamunde Pilcher, Forsthaus Falkenau, Bella Block, Der Alte und Der Bergdoktor im ZDF, Klinik am Alex (als türkische Ärztin Dr. Hülya Gül in Sat.1) und Um Himmels Willen in der ARD vor der Kamera.
Im BR übernahm sie Rollen in ihrem bayerischen Heimatdialekt in Der Kaiser von Schexing, Franzi und im Komödienstadel, sowie in Die Rosenheim-Cops und Weißblaue Geschichten im ZDF.
2014 war Reichert in der Folge Wilsberg: Mundtot zu sehen.
Reichert ist als Sprecherin für Werbung, Synchron und Dokumentation tätig. Von Dezember 2013 bis 2022 war ihre Stimme außerdem in allen Zügen der BRB zu hören.
Eva-Maria Reichert ist Mitglied des BFFS und der DAFF.
Reichert wohnt in München.

## Filmografie (Auswahl)
- 2007: Stadt, Land, Mord! – Schief gewickelt (Fernsehserie)
- 2007: Pornorama
- 2007: Der Alte – Die Nacht kommt schneller als du denkst (Fernsehserie)
- 2008: Das Wunder von Loch Ness
- 2008: Komödienstadel – Foulspui
- 2008: Sturm der Liebe (Fernsehserie, 1 Folge)
- 2008: Komödienstadel – Pension Schaller
- 2008–2019: Die Rosenheim-Cops (Fernsehserie, 4 Folgen)
- 2009: Eine Liebe in St. Petersburg
- 2009: Komödienstadel – Endstation Drachenloch
- 2009–2012: Franzi (Fernsehserie, 8 Folgen)
- 2009–2012: Klinik am Alex (Fernsehserie, 27 Folgen)
- 2010: Komödienstadel – Die Doktorfalle
- 2010: Die Posthalter-Christl (Fernsehfilm)
- 2010: Komödienstadel – Das Kreuz mit den Schwestern
- 2011: Stankowskis Millionen
- 2011: Der Kaiser von Schexing (Fernsehserie, 1 Folge)
- 2011–2013: Forsthaus Falkenau (Fernsehserie, 34 Folgen)
- 2012: Um Himmels Willen (Fernsehserie, 1 Folge)
- 2012: Der Bergdoktor – Eiszeit (Fernsehserie)
- 2012: Bella Block: Unter den Linden (Fernsehserie, 1 Folge)
- 2012: Hubert und Staller – Tödlicher Schneefall (Fernsehserie)
- 2013–2015: Weißblaue Geschichten (Fernsehserie)
- 2014: Monaco 110 – Hotel Bubi (Fernsehserie)
- 2014: SOKO 5113 – Blitz und Donner (Fernsehserie)
- 2014: Die Garmisch-Cops – Der letzte Ton (Fernsehserie)
- 2014: Wilsberg – Mundtot (Fernsehserie)
- 2014: Die Bergretter – Eishochzeit (Fernsehserie)
- 2015: Hubert und Staller – Schnapsidee (Fernsehserie)
- 2016: Die Chefin – Verräter (Fernsehserie)
- 2016: Um Himmels Willen (Fernsehserie, 1 Folge)
- 2017: Mein Blind Date mit dem Leben
- 2017: Der Alte – Schöner Schein (Fernsehserie)
- 2017: Rosamunde Pilcher – Wenn Fische lächeln
- 2017: Der Bergdoktor (Fernsehserie, 1 Folge)
- 2019: Hubert ohne Staller – Jeder Schuss ein Treffer (Fernsehserie)
- 2019–2021: Racko – Ein Hund für alle Fälle (22 Folgen)
- 2020: Reiterhof Wildenstein (Fernsehserie, 1 Folge)
- 2020: The Man with the Camera
- 2021: Watzmann ermittelt (Fernsehserie, 1 Folge)
- 2021: Kanzlei Berger (Fernsehserie, 12 Folgen)
- 2022: Gestern waren wir noch Kinder
- 2024: Frühling: Blick ins Morgen
- 2024: Frühling: Holla, die Waldfee
- 2025: Frühling: Wenn du nicht still bist, dann…
- 2025: Lena Lorenz: Überväter

## Synchronrollen (Auswahl)

### Filme
- 2013: Sophie-Marie Larrouy als Clementine in It Boy – Liebe auf Französisch
- 2013: Rachel Brosnahan als Genevieve Duchannes in Beautiful Creatures – Eine unsterbliche Liebe
- 2015: Heather Doerksen als Jillian Neary in Hidden – Die Angst holt dich ein
- 2015: Hannah Spear als Piper in  Christmas Inc.
- 2015: Kirstin Ford als Mutter in Vacation – Wir sind die Griswolds
- 2016: Rachel Brosnahan als Bea Hansen in The Finest Hours
- 2019: Najoua Zouhair als Nour in Auf der Couch in Tunis
- 2020: Jamie Neumann als Leigh in 21 Bridges

### Serien
- 2014: Jill E. Alexander als Miss Green in Karate-Chaoten
- 2014: Cathy Baron als Teri in Justified
- 2015: Iris Almario als Sgt. Luisa Perez in Bosch
- 2015–2020: Leslie Lopez als Pink Sneakers in Power
- 2016: Iris Almario als Detective Carmody in Code Black
- 2016: Joana Metrass als Königin Guinevere in Once Upon a Time – Es war einmal …
- 2022: Britt Lower als Helly R. in Severance